# Corinna West
Corinna West-Broz (ur. 13 marca 1974) – amerykańska judoczka. Olimpijka z Atlanty 1996, gdzie zajęła trzynaste miejsce w wadze lekkiej.
Uczestniczka mistrzostw świata w 1993 i 1995. Startowała w Pucharze Świata w 1995 i 1996. Srebrna medalistka mistrzostw panamerykańskich w 1995 roku.

## Letnie Igrzyska Olimpijskie 1996
| Konkurencja | Rundy eliminacyjne | Repasaże                 | Klas. końcowa |
| Konkurencja | 1/16               | Przeciwnik I             | Miejsce       |
| ----------- | ------------------ | ------------------------ | ------------- |
| 56 kg       | Liu Chuang (CHN) P | Zulfija Garipowa (RUS) P | 13.           |